# Ken Levine

## Ken Levine
Ken Levine  es un diseñador de videojuegos conocido por haber sido el director creativo y cofundador de Irrational Games. Lideró la creación del juego BioShock, y también es conocido por su trabajo en Thief: The Dark Project y System Shock 2. Fue nombrado uno de los «Cuenta Cuentos de la Década» por Game Informer y en el 2007 fue la persona del año de acuerdo a 1UP Network's. Recibió el Golden Joystick inaugural «Lifetime Achievement Award» por su trabajo en System Shock 2 y BioShock.

## Vida y carrera
Levine nació en Flushing, New York en una familia judía; sin embargo, se considera ateo. Estudió drama en el Vassar College en Poughkeepsie, New York antes de moverse a Los Ángeles para perseguir una carrera en la industria del cine escribiendo dos guiones. En 1995, fue contratado como diseñador de videojuegos por Cambridge en el estudio Looking Glass Studios localizado en Massachusetts después de aplicar a una solicitud de trabajo en  Next Generation Magazine.  En Looking Glass, Levine trabajó con el diseñador pionero Doug Church  para establecer el diseño inicial de Thief: The Dark Project.
En 1997, después de su trabajo con Thief, Levine dejó Looking Glass junto con sus dos compañeros, Jonathan Chey y Robert Fermier, para después fundar entre los tres Irrational Games. El primer juego del estudio se llamó System Shock 2, un híbrido del juego de rol y un shooter de primera persona. System Shock 2 es una secuela del System Shock (1993) de Looking Glass. Levine se desempeñó como escritor y diseñador principal.  El juego se lanzó en 1999 con buenas críticas.
Irrational Games desarrolló Freedom Force y su secuela Freedom Force vs The 3rd Reich, un juego táctico de rol en tiempo real que manifestó en gran manera el gusto que Levine y Robb Waters, un artista en Irrational Games, tenían por la Edad de Plata de los Comic-Books. Después del primer juego de Freedom Force, Irrational desarrolló Tribes: Vengeance y SWAT 4, en los cuales Levine trabajó como escritor y productor ejecutivo respectivamente. 
A pesar de que Tribes: Vengeance, SWAT 4,  y Third Reich fueron lanzados con un año de separación en el 2004 y el 2005, Irrational Games había estado trabajando en la preproducción del shooter en primera persona BioShock, el videojuego más ambicioso del estudio hasta ese punto desde el 2002.  El juego pasó varias revisiones antes de su premisa y gameplay, y fue publicado en agosto de 2007. En el 2005, Levine, Chey, y Fernier vendieron Irrational Games a la compañía Take-Two Interactive. Take-Two Interactive le cambió el nombre a 2K justo cuando BioShock fue lanzado. BioShock fue un éxito comercial y es considerado uno de los mejores juegos de todos los tiempos.  La franquicia de BioShock ha vendido más de 8 millones de unidades hasta la fecha.
En el 2008, Levine pronunció el discurso de apertura en el Penny Arcade Expo en Seattle, discutiendo su juventud como un nerd durante los años 70 y cómo impactó en el camino que eligió en su carrera.
Desde la publicación de BioShock, Levine ha trabajado como director creativo y escritor principal en BioShock Infinite, establecido en 1912 en la ciudad flotante de Columbia. BioShock Infinite fue un éxito comercial ganando más de 80 premios antes de su lanzamiento.
El 18 de febrero de 2014, Levine anunció que Irrational Games cerraría. Quince miembros del personal siguieron a Levine y juntos se centraron en realizar juegos digitales narrativos para Take-Two.

## Videojuegos
| Nombre                         | Año | Acreditado con                                | Editor                               |
| ------------------------------ | --- | --------------------------------------------- | ------------------------------------ |
| Looking Glass Studios          |     |                                               |                                      |
| Thief: The Dark Project        |     | Diseño inicial y conceptos de la historia     | Eidos Interactive                    |
| Irrational Games               |     |                                               |                                      |
| System Shock 2                 |     | Jefe de diseño, escritor / diálogo / historia | Electronic Arts                      |
| Freedom Force                  |     | Equipo Freedom Force, voices                  | Electronic Arts, Crave Entertainment |
| Tribes: Vengeance              |     | Escritor                                      | Vivendi Games                        |
| Freedom Force vs the 3rd Reich |     | Escritor                                      | Electronic Arts, 2K Games            |
| SWAT 4                         |     | Productor ejecutivo                           | Vivendi Games, Sierra Entertainment  |
| BioShock                       |     | Historia, escritor, dirección creativa        | 2K Games, Feral Interactive          |
| BioShock Infinite              |     | Escritor, director creativo                   | 2K Games, Aspyr                      |
| JUDAS                          | TBA | TBA                                           | TBA                                  |

## Trabajo como escritor y guionista
Ken Levine ha sido un consultor y coautor de tres libros relacionados con la franquicia de BioShock. Estos son BioShock: Rapture, BioShock Infinite: Mind in Revolt y The Art of BioShock Infinite. El propio Levine no trabajó en la mayoría del proyecto de Rapture y Mind in Revolt, pero aportó la propiedad intelectual y las citas usadas por los autores en los libros. El autor de Rapture fue John Shirley y el autor de Mind in Revolt fue Joe Fielder. Levine personalmente escribió la introducción en la versión de lujo de The Art of BioShock Infinite, publicada por Dark Horse Comics.
En junio de 2013, Levine fue confirmado como el escritor del guion para la nueva película de la novela distópica de ciencia ficción Logan's Run. Levine continuará en la producción de los videojuegos después de que Logan's Run sea terminado.

## Trabajos notables
Ken Levine es más reconocido por su manera de conceptualizar y su trabajo en la franquicia de BioShock. Levine y su equipo trabajaron en BioShock y BioShock Infinite pasando a otros la oportunidad de desarrollar BioShock 2.
BioShock está ambientado en 1960, donde el jugador controla a un hombre llamado Jack, quien es el único superviviente de un accidente de avión cerca de un misterioso faro en medio del atlántico. Jack encuentra una batisfera y toma el sumergible para llegar a una ciudad bajo el agua llamada Rapture, la cual está dedicada a la persecución de una economía de comercio libre perfecta. La ciudad ha caído en ruina debido a la implosión social de la ciudad y Jack debe hallar la forma de sobrevivir a los habitantes enloquecidos y escapar.
BioShock Infinite está ambientado en 1912, donde el protagonista principal Booker Dewitt debe viajar a Columbia, una ciudad flotante que no tiene una localización fija, rescatar a una niña llamada Elizabeth y traerla de vuelta a Nueva York. No se dio ninguna motivación para explicar ¿por qué Booker debe hacer esto? excepto unas crípticas palabras: «Tráenos a la niña y elimina la deuda». Booker llega a Columbia para encontrar una ciudad americana excepcionalista dedicada a la aclamación de los Padres Fundadores que está liderada por un fanático religioso conocido como Padre Comstock.

## Estilo y temas
Ken Levine es conocido por crear videojuegos impulsados por una narrativa que explora temas sociológicos y filosóficos. Levine selecciona estilos artísticos dinámicos para usar en sus juegos, como son art déco, steampunk y frontierism. 
Levine ha explorado conceptos que van desde un comentario racial hasta lo metafísico en sus juegos y tienen un gran peso en la narrativa de la historia del juego. Ha citado a Mad Men, a los hermanos Coen y a Stanley Kubrick como algunas de sus influencias.